# Grenzvertrag von 1881 zwischen Chile und Argentinien
Der Grenzvertrag von 1881 zwischen Chile und Argentinien zog die vollständige gemeinsame Landgrenze beider Länder und wurde in Buenos Aires am 23. Juli 1881 von Bernardo de Irigoyen (für Argentinien) und Francisco de Borja Echeverría (für Chile) unterzeichnet. Der Vertrag besteht aus einer Präambel und sieben Artikeln, die die 4000 km lange Grenze bestimmen. Für die eigentliche Grenzziehung stehen die Artikel 1 bis 3. Er ist seitdem unverändert geblieben, und trotz vieler Schwierigkeiten und Spannungen hat es zwischen beiden Ländern nie Krieg gegeben.

## Die Situation vor dem Vertrag von 1881
Beide Länder hatten sich 1810 von Spanien getrennt, aber die Souveränität konnte erst im Gefolge der Befreiung Perús 1820 gesichert werden. Chile erreichte mit der Verfassung von 1833 unter Diego Portales Palazuelos eine stabile Regierungsform. Argentinien vereinigte sich gar erst 1861 nach der Schlacht von Pavón zu einer geschlossenen Republik.
Für die europäischen Mächte waren Patagonien und Feuerland herrenlose Territorien, die mehr als 300 Jahre lang vollkommen unter der Kontrolle der Mapuche- und Tehuelche-Indianer standen. Die damaligen europäischen Karten zeigen in der südlichsten Region Amerikas drei oder mehr Länder: Chile, Argentinien, Patagonien und Feuerland. Oder sie zeigen Feuerland als ein Anhängsel der Falklandinseln. Jules Verne beschreibt in Die Schiffbrüchigen der „Jonathan“ die Sichtweise Europas so:

„Die abgetrennte geographische Lage hatte zur Folge, dass dieser Teil der Neuen Welt bis zum Jahre 1881 noch keinem zivilisierten Staate einverleibt worden war, selbst nicht seinen nächstgelegenen Nachbarn Chile und die Republik Argentinien, …, Der Magalhães-Archipel gehörte niemandem …“

Großbritannien hatte 1830 die Falklandinseln besetzt und man erwartete eine ähnliche Besetzung der Magellanstraße durch Frankreich,
die USA oder erneut durch Großbritannien.
Am 21. Mai 1843 nahm Chile die Magellanstraße in Besitz, gründete Fuerte Bulnes und kurz danach Punta Arenas, das der wachsenden Schifffahrt zwischen dem Pazifik und dem Atlantik als Hafen diente.
1856 einigten sich beide Länder in einem Vertrag darauf, die Grenzen der Kolonialverwaltung beizuhalten, also das Uti-possidetis-Prinzip anzuwenden. Diese kolonialen Grenzen waren aber ungenau und wurden teilweise widersprüchlich aufgefasst, zumal Geographie und Topographie des Landes nur in groben Zügen bekannt waren. Der Beagle-Kanal wurde erst 1830 entdeckt, also zwanzig Jahre nach dem Ende der Kolonialzeit. Je mehr die Länder expandierten, desto häufiger kam es zu Zwischenfällen und desto größer wurde die Notwendigkeit, gemeinsam eine Grenze zu definieren.
1879 begann der Salpeterkrieg, Chile gegen Perú und Bolivien, die durch einen Geheimpakt miteinander verbunden waren. Argentinien nahm eine unentschlossene Haltung ein. Der Krieg dauerte bis 1883. 1881, als der Grenzvertrag zwischen Chile und Argentinien unterzeichnet wurde, waren die Bolivianer nicht mehr an dem Krieg beteiligt und die chilenischen Truppen hatten Lima, die Hauptstadt Perús, besetzt. Durch die Besetzung Perús waren die Streitkräfte Chiles im Norden gebunden und riskierten bei einem Scheitern der Verhandlungen, eine zweite Kriegsfront zu eröffnen.
Im Jahr 1908 erweiterte Großbritannien durch die „Letters Patent of 21 July 1908“ einseitig seine Souveränität auf alle Territorien zwischen dem 50° S Breitengrad, dem 20° W und dem 80° W Längengrad aus. 1917 wurde der offensichtliche Fehler durch die „Letters Patent of 28 March 1917“ korrigiert, denn der Bereich schloss unter anderem Punta Arenas ein.

## Die Interessenlage
Vom Norden bis zum 40. Breitengrad bilden die Anden wegen ihrer Höhe eine natürliche Grenze. Wegen der lebensfeindlichen Bedingungen ist ihre Durchquerung im Sommer schwer und im Winter fast unmöglich. Südwärts des 40. Breitengrads werden die Berge niedriger und leichter zu passieren und zwischen den Bergen befinden sich Täler mit möglichen Siedlungs- und Anbaugebieten.
Beide Länder behaupteten, legitime Rechte auf Patagonien, den Feuerland-Archipel und die Magellanstraße zu besitzen. Ab 1878 hatte die argentinische Regierung die Indianer aus dem nördlichen Patagonien vertrieben oder niedergemetzelt („Conquista del Desierto“). Punta Arenas andererseits war durch die aufkommende Dampfschifffahrt eine wichtige Hafenstadt geworden und Ausgangspunkt für chilenische und argentinische Expeditionen in die Region. Sie war lange Zeit die einzige permanente Siedlung südlich von Chiloé auf dem Kontinent.
Chile orientierte sich in Handel und Kultur an Europa und dementsprechend war der Staat daran interessiert, einen ungehinderten Zugang zum Atlantik zu haben. Der Panama-Kanal existierte damals nicht und die chilenischen Unterhändler hielten Patagonien für eine Wüste, aus der kein Reichtum zu holen war. Dieselbe Meinung hatten die Argentinier über den Feuerland-Archipel. Das Pazifik-Becken weckte in Argentinien kein Interesse.
Nach Feststellung des Internationalen Tribunals im späteren Beagle-Konflikt hat Chile auf seine Rechte an Ost-Patagonien verzichtet, um die alleinige Kontrolle über die Magellanstraße zu bekommen.
Der maritimen Grenze hat man damals nicht sehr viel Wert beigemessen, denn sie reichte im Allgemeinen nur drei Seemeilen ins Meer. Deswegen legte der Vertrag hauptsächlich nur die Landgrenze fest, ausgenommen die Magellanstraße selbst, die vollständig Chile zugesprochen wurde. Allerdings stellte die Regierung der USA schon vor Beginn der Verhandlungen klar, dass sie keine Einschränkung ihres Schiffsverkehrs hinnehmen würde, was den Artikel 5 des Vertrages zur Folge hatte.

## Die Verhandlungen
Als Vermittler fungierten der damalige Vertreter der USA in Santiago de Chile, Thomas Andrew Osborn, und sein Kollege in Buenos Aires, Thomas Ogden Osborn.
Vom Norden bis zum 52. Breitengrad südlicher Breite war man sich einig, dass die Wasserscheide und die höchsten Berge die Grenze bilden sollten. Allerdings wusste man schon damals, dass sich die Linien der Wasserscheide und die Linie der höchsten Berge nicht immer deckten. Man sah für eine Einigung in solchen Fällen Kommissionen vor, die sich damit im Einzelnen befassen sollten.
Das argentinische Abgeordnetenhaus billigte den Vertrag am 25. August und der Senat am 7. Oktober 1881. In Chile wurde der Vertrag im Senat am 19. Oktober 1881 und in der Abgeordnetenkammer am 21. Oktober 1881 mit großer Mehrheit beschlossen.

## Die Artikel und ihre Interpretation
- Artikel 1: Definiert die Grenze vom Norden bis zum 52. Breitengrad Süd.
- Artikel 2: Definiert die Grenze nördlich der Magellanstraße.
- Artikel 3: Definiert die Grenze in Feuerland und südlich des Beagle-Kanals.
- Artikel 4: Durchführung der Grenzziehung.
- Artikel 5: Status der Magellanstraße.
- Artikel 6: Erklärt die Grenze als definitiv und die alten Verträge als obsolet.
- Artikel 7: Prozedur für den Urkundenaustausch.

Es werden nur die Artikel 1, 2, 3, 5 und 6 in ihrer kompletten Fassung vorgestellt:

### Artikel 1
«El límite entre la República Argentina y Chile es, de norte a sur, hasta el paralelo 52 de latitud, la cordillera de los Andes. La línea fronteriza correrá en esa extensión por las cumbres más elevadas de dichas cordilleras que dividen las aguas y pasará por entre las vertientes que se desprenden a un lado y otro. Las dificultades que pudieran suscitarse por las existencias de ciertos valles formados por la bifurcación de la cordillera y en que no sea clara la línea divisoria de las aguas, serán resueltas amistosamente por dos peritos nombrado uno de cada parte. En caso de no arribar éstos a un acuerdo, será llamado a decidirlo un tercer perito designado por ambos gobiernos. De las operaciones que practiquen se levantará un acta en doble ejemplar, firmada por los dos peritos, en los puntos en que hubiesen estado de acuerdo, y además, por el tercer perito en los puntos resueltos por éste. Esta acta producirá pleno efecto desde que estuviere suscripta por ellos y se considerará firme y valedera sin necesidad de otras formalidades o trámites. Un ejemplar del acta será elevado a cada uno de los gobiernos.»

„Die Grenze zwischen der Republik Argentinien und Chile ist, von Norden nach Süden bis zum zweiundfünfzigsten Breitengrad, die Anden-Kordillere. Die Grenzlinie verläuft in diesem Bereich über die höchsten Berge dieser Kordillere, die die Wasserscheide bilden, und sie soll zwischen den Flächen verlaufen, die sich zur einen oder der anderen Seite neigen. Die Unklarheiten, die durch die Existenz mancher Täler entstehen können, die durch eine Gabelung der Kordillere gebildet werden und wo die Wasserscheide nicht klar ersichtlich ist, werden gütlich durch zwei Experten gelöst, von denen je einer von jeder Partei ernannt wird. Sollten sie nicht zu einer Einigung kommen, dann wird ein dritter Experte von beiden Regierungen bestimmt, der über die Meinungsverschiedenheit entscheidet. Eine Niederschrift über ihre Vorgehensweise wird in doppelter Ausführung angefertigt und von den zwei Experten in den Fällen unterzeichnet, in denen sie Einvernehmen erzielt haben, sowie zusätzlich vom dritten Experten in den Fällen, die er entschieden hat. Diese Niederschrift wird mit der Unterschrift der Experten rechtskräftig und ist ohne weitere Formalitäten oder Verhandlungen als feststehend und gültig anzusehen. Je ein Exemplar der Niederschrift wird jeder Regierung ausgehändigt.“

Der Optimismus, mit dem der Artikel 1 niedergeschrieben wurde, sollte sich als illusorisch erweisen. Es gab mehrere Regionen, wo die Experten bzw. die Regierungen unter sich keine Einigung erzielen konnten, vor allem zwischen dem 40. und 52. Breitengrad. Da Artikel 4 die Regelung von Details der Grenzziehung durch Expertenkommissionen aus Artikel 1 auf die Artikel 2 und 3 ausdehnt, ergaben sich dieselben Schwierigkeiten auch für die exakte Grenzziehung gemäß diesen beiden Artikeln.
1902 fällte die britische Krone einen Schiedsspruch in den Fällen: Paso de San Francisco, Lago Lakar, Lago Nahuelhuapi und Seno Última Esperanza (Siehe Arbitration 1902). 1966 musste das Valle del Palena auch durch einen britischen Schiedsspruch geteilt werden. Die Region um Laguna del Desiert wurde 1994 nach dem Urteil eines lateinamerikanischen Tribunals Argentinien zugesprochen. Gegenwärtig (Stand 2010) ist nur noch die Region Campo de Hielo Sur strittig.

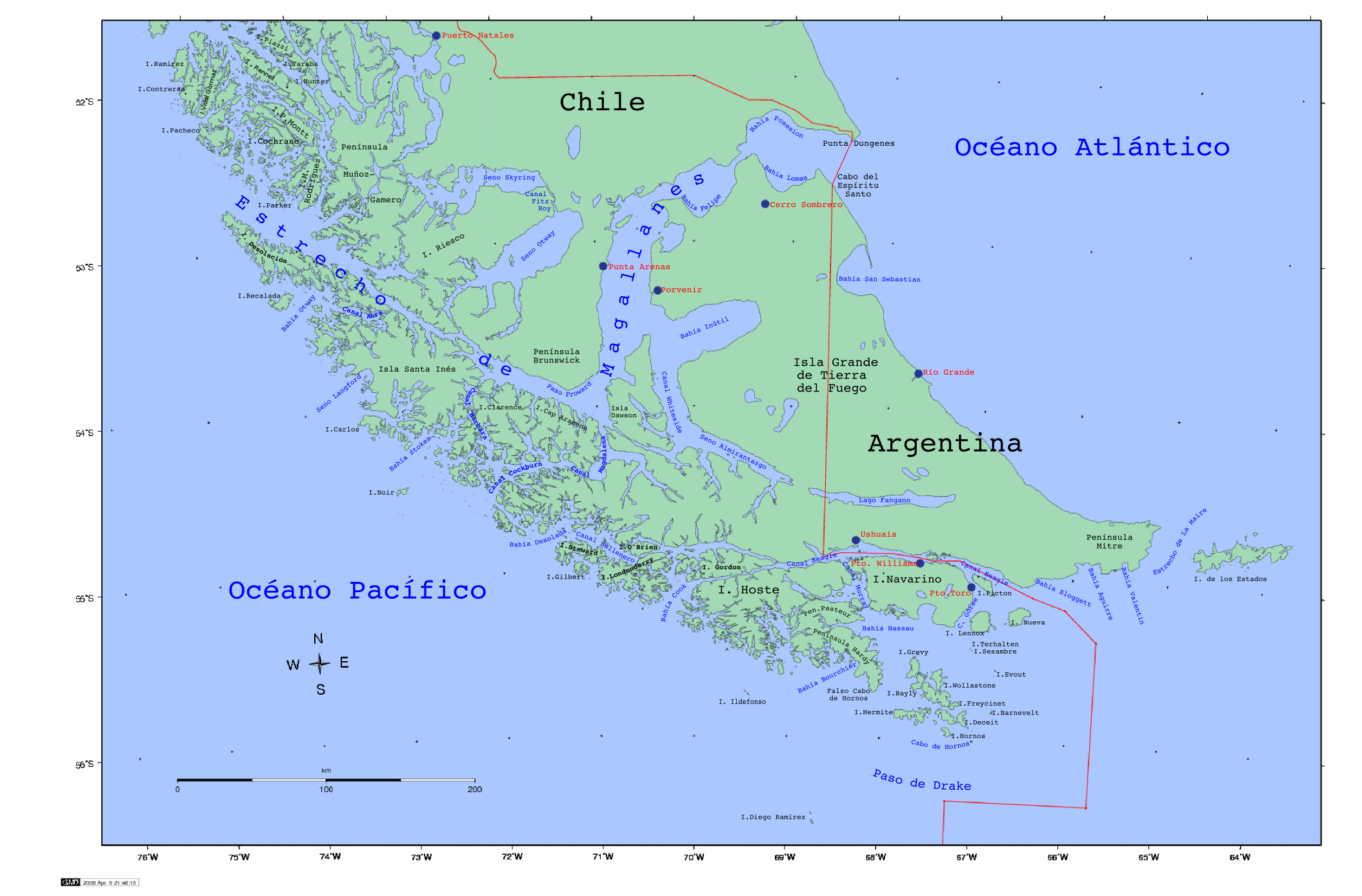
Verlauf der Grenze in und nördlich der Magellanstraße und in Feuerland. Die maritime Grenze südlich des Beagle-Kanals wurde im Vertrag von 1984 festgelegt.

### Die Artikel 2 und 3
Artikel 2:

«En la parte austral del continente y al norte del Estrecho de Magallanes, el límite entre los dos países será una línea que, partiendo de Punta Dungeness, se prolonga por tierra hasta Monte Dinero; de aquí continuará hacia el oeste, siguiendo las mayores elevaciones de la cadena de colinas que allí existen, hasta tocar en la altura de Monte Aymond. De este punto se prolongará la línea hasta la intersección del meridiano 70 con el paralelo 52 de latitud y de aquí seguirá hacia el oeste, coincidiendo con este último paralelo hasta el divortia aquarum de los Andes. Los territorios que quedan al norte de dicha línea pertenecerán a la República Argentina; y a Chile lo que se extienda al sur, sin perjuicio de lo que dispone respecto de la Tierra del Fuego e islas adyacentes, el artículo tercero.»

„Im südlichen Teil des Kontinents und nördlich der Magellanstraße soll eine Linie die Grenzen zwischen den beiden Ländern bilden, die bei Punta Dungeness beginnt und über Land bis zum Monte Dinero gezogen wird; von da ab soll sie westwärts verlaufen und dabei den höchsten Erhebungen der dort existierenden Hügel folgen, bis sie die Spitze des Monte Aymont erreicht. Von diesem Punkt ab soll die Linie bis zum Schnittpunkt des Längenkreises 70°W und des Breitenkreises 52°S verlängert werden und von da ab auf diesem Breitengrad nach Westen bis zur Wasserscheide der Anden verlaufen. Die Gebiete nördlich dieser Linie sollen zur Republik Argentinien gehören; zu Chile diejenigen, die sich südlich davon erstrecken, vorbehaltlich der Regelungen des Artikels 3, die Feuerland und die benachbarten Inseln betreffen.“

Artikel 3:

«En la Tierra del Fuego se trazará una línea que partiendo del punto denominado Cabo del Espíritu Santo en la latitud 52° 40', se prolongará hacia el sur, coincidiendo con el meridiano occidental de Greenwich, 68° 34', hasta tocar en el Canal Beagle. La Tierra del Fuego, dividida de esta manera, será chilena en la parte occidental y argentina en la parte oriental. En cuanto a las islas, pertenecerán a la República Argentina la isla de los Estados, los islotes próximamente inmediatos a ésta, y las demás islas que haya sobre el Atlántico al oriente de la Tierra del Fuego y costas orientales de la Patagonia; y pertenecerán a Chile todas las islas al sur del Canal Beagle hasta el cabo de Hornos y las que haya al occidente de la Tierra del Fuego.»

„Auf Feuerland soll vom Cabo del Espíritu Santo genannten Punkt ab dem Breitenkreis 52°40'S auf dem Längenkreis 68°34' westlich von Greenwich eine Linie nach Süden gezogen werden, bis sie auf den Beagle-Kanal trifft. Das so geteilte Feuerland soll auf der westlichen Seite chilenisch und auf der östlichen argentinisch sein. Bezüglich der Inseln sollen die Isla de los Estados, die kleinen Inseln in unmittelbarer Nähe und die Inseln, die im Atlantik östlich von Feuerland und vor der Ostküste von Patagonien liegen mögen, zur Republik Argentinien gehören; zu Chile sollen alle Inseln südlich des Beagle-Kanals bis Kap Hoorn gehören sowie die, die westlich von Feuerland liegen mögen.“

Die Grenzziehung durch den Artikel 2 ist von beiden Staaten gleich interpretiert worden. Der Artikel 3 war derjenige, der zu den größten Spannungen zwischen den beiden Ländern führte. Bald nach der Unterzeichnung änderte man im beiderseitigen Einverständnis den Längengrad der Grenze von ursprünglich 68°34'0"W auf die immer noch aktuellen 68°36'40"W.
Von 1881 bis 1890 erkannte man sowohl in Chile als auch in Argentinien alle Inseln südlich von Feuerland als chilenisches Territorium an. Aber bis zum Jahr 1904 setzte sich in Argentinien eine neue Interpretation des Begriffes „Beagle-Kanal“ durch. Nach Meinung ihrer Befürworter bog der Kanal bei Punta Navarro um die Insel Navarino herum nach Süden ab und das Instituto Geográfico Argentino (Vorläufer des Instituto Geográfico Militar Argentino) benannte den östlichsten Teil des Beagle-Kanals in Moat-Kanal um. Nach ergebnislosen Verhandlungen erbat man einen Schiedsspruch eines Internationalen Tribunals, der im Mai 1977 zugunsten Chiles ausfiel (siehe Beagle Channel Arbitration between the Republic of Argentina and the Republic of Chile, Report and Decision of the Court of Arbitration). Trotz seiner selbst auferlegten Verpflichtung, das Urteil zu akzeptieren, verweigerte Argentinien die Zustimmung und drohte Chile mit Krieg.

### Artikel 5
«El Estrecho de Magallanes queda neutralizado a perpetuidad y asegurada su libre navegación para las banderas de todas las naciones. En el interés de asegurar esta libertad y neutralidad, no se construirán en las costas fortificaciones ni defensas militares que puedan contrariar ese propósito.»

„Die Magellanstraße wird für immer neutralisiert und die freie Durchfahrt für Schiffe aller Nationen garantiert. Im Interesse der Garantie dieser Freiheit und Neutralität werden an den Küsten weder Festungen noch militärische Abwehrstellungen errichtet, die diesem Zweck widersprechen könnten.“

Chile hatte bereits 1873 in einer diplomatischen Note an die größten seefahrenden Nationen die freie Schifffahrt und Neutralität in der Magellanstraße versprochen. Großbritannien und die Vereinigten Staaten nahmen durch die Botschafter der letzteren in Santiago de Chile und Buenos Aires in diesem Sinne im Vorfeld der Verhandlungen Einfluss.
Bei der Anwendung des Artikels 5 gab es Differenzen über die Bedeutung von „Magellanstraße“: Chile behauptete, das sei ein (einziger) direkter Wasserweg zwischen Pazifik und Atlantik, Argentinien dagegen, dass alle Kanäle der Region internationale Wasserstraßen seien. Durch die argentinische Anerkennung der chilenischen Basislinien wurden diese 1984 zugunsten Chiles gelöst.
Auch an der östlichen Mündung der Magellanstraße war der Status der Grenze undefiniert: Chile behauptete, Anrainer des Atlantiks zu sein, was von Argentinien nicht nur verneint wurde, sondern Argentinien sah sich als Anrainer der Magellanstraße dazu berechtigt, an der Regelung der Schifffahrt teilzunehmen. Im Freundschafts- und Friedensvertrag von 1984 verzichteten beide Länder auf jedwede Ansprüche über ihre jeweilige Grenze hinaus.

### Artikel 6
«Los gobiernos de la República Argentina y de Chile ejercerán pleno dominio a perpetuidad sobre los territorios que respectivamente les pertenecen según el presente arreglo. Toda cuestión que, por desgracia, surgiere entre ambos países, ya sea con motivo de esta transacción, ya sea de cualquier otra causa, será sometida al fallo de una potencia amiga, quedando en todo caso como límite inconmovible entre las dos Repúblicas el que se expresa en el presente arreglo.»

„Die Regierungen der Republik Argentinien und Chiles werden für alle Zeiten die volle Herrschaft über die jeweiligen Territorien ausüben, die ihnen nach dieser Abmachung gehören. Jede Streitfrage, die bedauerlicherweise zwischen beiden Länder entstehen sollte, entweder wegen dieses Vergleichs oder wegen irgendeiner anderen Ursache, wird dem Urteil einer befreundeten Macht unterzogen, wobei in jedem Fall die Grenze zwischen beiden Republiken unveränderlich wie in dieser Abmachung festgelegt bleibt.“

Der Artikel 6 ist historisch gesehen sehr wichtig. Er erklärt alle früheren Grenzverträge für nichtig, das heißt, dass die Uti-possidetis-Doktrin nicht mehr zur Anwendung kommen sollte.

Die Probleme
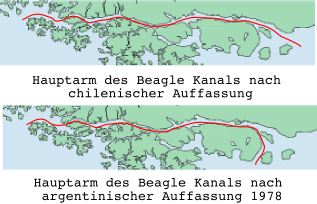
1904 änderte Argentinien sein Verständnis des Beagle-Kanal-Verlaufs
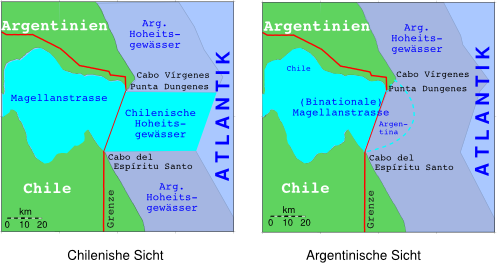
Zwei Definitionen der Ostmündung der Magellanstraße
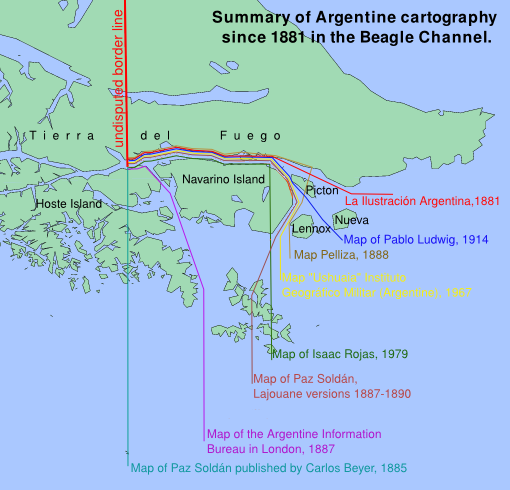
9 Argentinische Interpretationen des Vertrags in der Zone des Beagle-Kanals
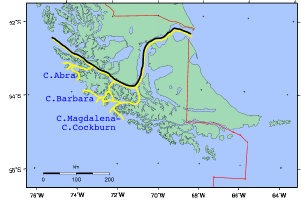
Chilenisches (schwarz) und argentinisches (gelb) Verständnis der Magellanstraße

## Der Vertrag in der Literatur
Der Vertrag fand kurz nach seiner Unterzeichnung Eingang in die Weltliteratur durch den sozialkritischen Roman Die Schiffbrüchigen der „Jonathan“ von Jules Verne aus dem Jahr 1897. 1907 wurde der Roman von seinem Sohn Michel Verne nachgearbeitet und 1907 posthum herausgebracht.
Im Roman beendet der Vertrag die letzte Möglichkeit, auf der Welt ohne staatliche Bevormundung leben zu können. Auf der Insel Nueva lebt ein Europäer, Kaw-djer, „Ohne Gott und ohne Herr“ im friedlichen Miteinander mit den Indianern, bis die Nachricht über den neuen Vertrag die Bewohner erreicht:
–„Ist die Nachricht sicher wahr?“
–„Ja“ antwortete der Indianer …
–„Und alle Inseln südlich des Beagle-Kanals“, erkundigte sich der Kaw-djer, „gehören jetzt zu Chile?“
–„Alle“
–„Auch die Isla Nueva!“
–„Ja“
–„Es musste wohl so kommen“, sagte der Kwa-djer, und seine Stimme zitterte unter der heftigen inneren Erregung.

## Analyse
Der Vertrag erreichte eine Entspannung der Beziehungen und reduzierte die Konflikte auf ein Minimum. Die Auseinandersetzungen um die Täler südlich des 40. Breitengrads waren zahlreicher und schwieriger als erwartet, aber die Zone ist schwer zu überblicken und ein besseres Kriterium hatte man nicht zur Hand.
Oft wird in Argentinien beklagt, dass die Artikel 2 und 3 mehrdeutig seien und dass dem Vertrag keine Landkarte beigefügt sei. Tatsache ist, dass die Argumentation Argentiniens im Schiedsgericht im Beagle-Konflikt widerlegt wurde und zwei Vorschläge des Papstes Chiles Interpretation des Vertrages behielten. „The Impact of International Law on International Cooperation:Theoretical Perspectives“ fällt ein lapidares Urteil über die argentinischen legalen Chancen:

„from a legal and juridical point of view, the Argentine rights over the Beagle Channel islands could not be sustained.“

„Von einem legalen und juristischen Standpunkt konnte man die argentinischen Rechte über den Beagle-Kanal nicht begründen.“

Der Autor Michael Morris spekuliert in The Strait of Magellan über andere Gründe für die argentinischen Argumentation:

„Rearguard Argentine efforts has been made to gain recognition for some kind of shared management regime for the strait, in order to mitigate what was perceived as the striking diplomatic defeat for Argentina in the 1881 treaty granting Chile control over the strait.“

„Nachträgliche Bemühungen wurden von argentinischer Seite unternommen, um die Anerkennung einer gemeinsamen Zuständigkeit für die Magellanstraße zu erlangen und so das zu lindern, was als die markante diplomatische Niederlage Argentiniens beim Vertrag von 1881 empfunden wurde, nämlich Chile die Kontrolle über die Magellanstraße zu überlassen“

Da nun jede Partei von der Legitimität ihrer Rechte überzeugt war, empfand man auf beiden Seiten der Anden die Forderungen (und Erfolge) der anderen Seite als eine Usurpation der eigenen Rechte, was unheilvolle Folgen für die Verständigung beider Nationen mit sich brachte.